# Olaf Sletten
Olaf Sletten (* 19. April 1886 in Aremark; † 10. Dezember 1943 in Oslo) war ein norwegischer Sportschütze.

## Erfolge
Olaf Sletten nahm an den Olympischen Spielen 1920 in Antwerpen und 1924 in Paris teil. 1920 trat er in zehn Disziplinen an und gewann in dreien davon eine Medaille. Im Dreistellungskampf mit dem Freien Gewehr gewann er mit Otto Olsen, Gudbrand Skatteboe, Albert Helgerud und Østen Østensen im Mannschaftswettbewerb ebenso die Silbermedaille, wie mit dem Armeegewehr über 300 und 600 m im liegenden Anschlag an der Seite von Otto Olsen, Jacob Onsrud, Albert Helgerud und Østen Østensen. Im Mannschaftswettkampf mit dem Kleinkalibergewehr belegte er im stehenden Anschlag mit Sigvart Johansen, Anton Olsen, Albert Helgerud und Østen Østensen den dritten Platz, womit er die Bronzemedaille gewann. 1924 belegte er in seinem einzigen Wettkampf im liegenden Anschlag mit dem Kleinkaliber den 26. Platz.
Sletten handelte beruflich mit Metallschrott.